# Boury-en-Vexin
 Boury-en-Vexin  là một xã thuộc tỉnh Oise trong vùng Hauts-de-France tây bắc nước Pháp. Xã này nằm ở khu vực có độ cao trung bình 37 mét trên mực nước biển.
- Vexin